# Коржева, Кира Владимировна
Кира Владимировна Коржева, ур. Бахтеева (12 октября 1923 — 2007, Москва) — советская и российская художница, живописец.

## Биография
В конце 30-х — начале 40-х годов XX века К. В. Коржева училась в Московской средней художественной школе, под руководством учителя всей своей жизни — В. В. Почиталова. Именно он привил молодой художнице основной принцип творчества: «Надо не отражать природу, а жить в ней». Талант созерцания, способствующий глубокому проникновению в хрупкую природу среднерусского пейзажа, раскрывающий тихую жизнь вещей и цветов, точный и острый психологизм портретов пронизывают работы К. В. Коржевой на всём протяжении её творческого пути.
В самом начале Великой Отечественной войны (1941 г.) художественная школа, в которой училась Кира Владимировна, была эвакуирована в Башкирию в село Воскресенское. В такой суровой атмосфере происходило становление будущей мастерицы цвета. Драгоценность каждого мгновения жизни — вот скрытый смысл её живописи. Пейзаж, натюрморт, портрет — органично сосуществуют друг с другом в творчестве К. В. Коржевой. Богом данное чувство цвета, колорита делают её холсты уникальными произведениями живописи. Затем училась в Московском государственном художественном институте им. В. И. Сурикова, на отделении живописи.
Количество портретов, написанных Коржевой в разные годы, невелико по сравнению с пейзажами и натюрмортами. Натюрморт был близок Коржевой с самого начала её творчества и практически до последних дней её жизни. Натюрморты, написанные на «открытом воздухе» — «Цветы на солнце» (1957), «Васильки» (1975), «Дикая рябинка» (1995), «Полевые цветы» (1996) наполнены декоративностью, а поздние работы «Розы на голубом фоне» (2002), «Цветы и фрукты» (2003), «Розы на синем фоне» (2007) удивляют праздничной колористической силой. Начиная с конца 1980-х, в 90-е и последующие годы холсты К. Коржевой запомнились простыми полевыми цветами и травами, роскошными букетами роз, лилий, гладиолусов и т. д.
С 1964 года Кира Владимировна член Союза художников и постоянная участница всероссийских и московских выставок. Живописные полотна Киры Коржевой находятся в музеях и частных коллекциях.

## Семья
Муж — Гелий Михайлович Коржев
Дочери — Ирина и Анастасия Коржевы
Внук — Иван Коржев